# マティアス・デ・ロベル

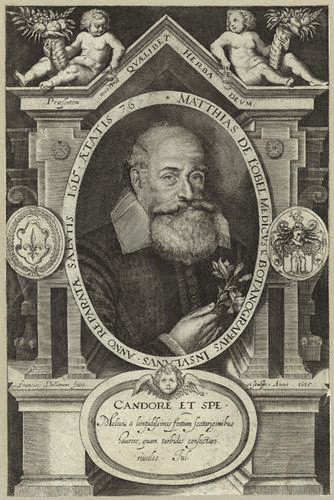
Matthias de Lobel

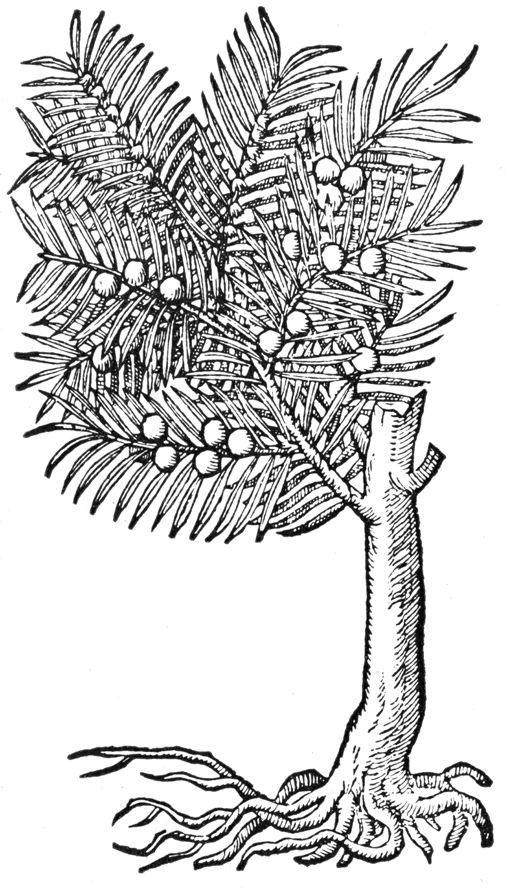
Icones Stirpium(1591)の図版

マティアス・デ・ロベル（Mathias de l’Obel、または de Lobel または Lobelius または Delobel、1538年 - 1616年3月3日）はフランドルの医師、植物学者である。植物誌、"Plantarum seu stirpium historia"として知られる。

## 生涯
リールに生まれた。1571年から1581年の間、アントウェルペンやデルフトで医学を学んだ後、デルフトで1584年にオランジュ（オラニエ）公ウィレム1世の侍医となった。反カトリック暴動から発生した内乱から、イギリスへ逃れ、イギリス王、ジェームズ1世の侍医となり、第11代、Zouche男爵（Edward la Zouche, 11th Baron Zouche）が設立した植物園の顧問を務め、国王付の植物学者にもなった。
Pierre Penaと共著で1571年に植物誌、Plantarum seu stirpium historiaを1571年と1576年に出版した。最初の版では1500種の植物について、採集された場所の情報がつけられており、モンペリエやチロル地方、オランダの植物が収録されている。268枚の木版の小さい図が添えられた。第2版では、7つの言語の名称の索引がつけられ、クルシウス、ドドエンス、マッティオリらの著書からの2000以上の図版が添えられた。葉の形で植物を分類することが試みられた。この著書は評判になった。
シャルル・プリュミエによってミゾカクシ属（学名：Lobelia）に献名されている。

## 著書
- Plantarum seu Stirpium Historia. Cui annexum est adversariorum volumen. Antwerpiae Plantin （1576）-ロンドンで1570年-1571年に出版されたStirpium Adversaria Nova の改題、改訂版
- Plantarum seu stirpium icones. Antverp, Christophe Plantin, （1581）
- Icones stirpium, seu plantarum tam exoticarum, quam indigenarum, in gratiam rei herbariae studiosorum in duas partes digestae. Cum septem linguarum indicibus, ad diversarum nationum usum. Anvers, Ex officina Plantiana, （1591）